# مارفن غاي سينيور
مارفن غاي سينيور (بالإنجليزية: Marvin Gay Sr.)‏ هو كاهن أمريكي، ولد في 1 أكتوبر 1914 في مقاطعة جيسامين في الولايات المتحدة، وتوفي في 10 أكتوبر 1998 في كولفر سيتي في الولايات المتحدة بسبب ذات الرئة.